# تحلل مخيخي
تحلل مخيخي هو حالة تصبح فيها الخلايا المخيخية والمعروفة باسم الخلايا العصبية، تالفة وتضعف تدريجيًا في المخيخ. هناك نوعان من التحلل المخيخي. التحلل المخيخي المصاحب للأورام، والتحلل المخيخي الكحولي أو الغذائي. بما أن المخيخ يساهم في تنسيق وتنظيم الأنشطة الحركية ويتحكم في توازن الجسم البشري، فإن أي تحلل في هذا الجزء من العضو يمكن أن يهدد الحياة. قد يؤدي تحلل المخيخ إلى اضطرابات في الحركة الدقيقة والوقوف والتعلم الحركي لدى البشر، بسبب اضطراب الجهاز الدهليزي. لا تسبب هذه الحالة تلفًا مخيخيًا مؤقتًا أو دائمًا فحسب، بل ويمكن أن تؤثر أيضًا على أنسجة أخرى من الجهاز العصبي المركزي، بما في ذلك القشرة الدماغية والنخاع الشوكي وجسم المخ (المكون من النخاع المستطيل والدماغ المتوسط والجسر).
يُعزى تحلل المخيخ إلى عدد كبير من الحالات الوراثية وغير الوراثية. والأكثر شيوعًا هي تصنيف التحلل المخيخي حسب الحالات التي قد يتعرض إليها الفرد في حياته، من تلك الحالات المسببة للتحلل المخيخي الحالات المعدية أو حالات الأيض أو المناعة الذاتية أو الورم الليفي أو الحالات التغذَوية أو التسمم.

## العلامات والأعراض
يعاني مرضى تحلل المخيخ من فقدان تدريجي لنوع من الخلايا العصبية يُعرف بـ خلايا بوركنجي في جميع أنحاء المخيخ. من الشائع ارتفاع مستوى بروتين الدم وزيادة حجم الخلايا اللمفاوية داخل السائل النخاعي، ما يؤدي إلى تورم وتوسيع الدماغ. تشمل أكثر العلامات والأعراض المميزة التي يتعرض لها المرضى الذين يعانون من تحلل المخيخ: 
- ضعف العضلات
- مشية غير متناسقة ومتهاوية
- ارتعاش الجذع
- حركات تشنجية في الذراع والساق
- الميل إلى السقوط
- الرتة (صعوبة في التعبير عن الكلام)
- عسر البلع (صعوبة في بلع المواد الصلبة والسوائل)
- الدوار (الدوخة)
- رأرأة (حركة عين سريعة وغير طوعية) وتسبب اضطرابات النوم.
- شلل العين (شلل في عضلات العين)
- رؤية مزدوجة

كشفت الدراسات العلمية وجود أعراض نفسية لدى المرضى الذين يعانون من التحلل المخيخي، يُعتبر الخرف اضطرابًا نفسيًا قياسيًا ناتجًا عن تلف المخيخ. يعاني من الخرف ما يقارب 50 ٪ من المرضى المصابين بالخرف وهو نتيجة التحلل المخيخي المصاحب لورمٍ ما.

## الأسباب
يُعزى السبب الرئيسي لحالة تحلل المخيخ لمجموعة من الحالات المختلفة الموروثة أو المكتسبة (غير الوراثية وغير الموروثة)، بما في ذلك الأمراض العصبية، والاضطرابات المصاحبة للورم، ونقص التغذية، وتعاطي الكحول المزمن.

### الأمراض العصبية
تُشير كلمة المرض العصبي إلى أي مرض يصيب الجهاز العصبي المركزي، كالتشوهات في الدماغ والحبل الشوكي وغيرها من الألياف العصبية الموصلة. يُصاب ملايين الأشخاص بالأمراض العصبية على نطاق عالمي، يتجاوز عدد الأنواع المختلفة من الأمراض العصبية الستمئة. يمكن لأي فرد أن يُصاب بها. تشمل بعض الأنواع الأكثر انتشارًا مرض ألزهايمر، والشلل الدماغي، والصرع، وداء باركنسون والسكتة الدماغية. على وجه الدقة، تشمل الأمراض العصبية التي يمكن أن تسبب التحلل المخيخي:

#### الموروثة
- الرنح النخاعي المخيخي: يشير إلى مجموعة من الحالات التي تسببها طفرات في جينات الإنسان، وتتميز بالتغيرات التحللية في أجزاء كثيرة من الجهاز العصبي المركزي، بما في ذلك المخيخ وجذع الدماغ والحبل الشوكي إذا كان أحد الوالدين مصابًا بـه، فسيواجه كل طفل احتمالية 50٪ لوراثة الجين المصاب بالطفرة التي تسبب المرض. [10]
- التصلب المتعدد: وهي حالة تقدمية وغير قابلة للشفاء تسببها مجموعة من التأثيرات الوراثية للفرد والظروف البيئية. يحدث هذا المرض عندما يتلف غشاء الميالين للخلايا العصبية. وذلك لأن غشاء الميالين مسؤول عن حماية الأعصاب وتوصيل النبضات السريعة بينها، يؤدي أي ضرر يلحق بهذه الطبقة الغنية بالدهون إلى بطء في نبضات الأعصاب وانقطاع انتقالها من الدماغ وإليه.[11]

#### غير الموروثة
اعتلال الدماغ الإسفنجي المعدي: يُشير إلى مجموعة من الأمراض التي تسببها بروتينات غريبة في الدم، تسمى البريونات. تنشأ البريونات في مجرى الدم عن طريق تناول الأطعمة الملوثة أو عن طريق ملامسة الأدوات الطبية الملوثة أو سوائل الجسم أو الأنسجة المصابة. ما يسبب التهابًا شديدًا في الدماغ، ويضعف من ذاكرة الشخص ويؤدي إلى تدهور شخصيته وضعف في تنسيق حركات عضلاته.
السكتة الدماغية الحادة والنزفية: تؤدي إلى موت الخلايا العصبية في المخيخ بسبب انقطاع تدفق الأكسجين إلى الدماغ. ينقطع تدفق الأكسجين لسبب من السببين؛ إما شريان ضيق أو مسدود بسبب تراكم الترسبات في الجدران الداخلية للشرايين التاجية أو بسبب تمزق الأوعية الدموية.  تتمزق الأوعية نتيجة لارتفاع ضغط الدم أو صدمات في الرأس.

### الاضطرابات المصاحبة للورم
هي مجموعة من الحالات غير الموروثة التي يتم تنشيطها من خلال استجابة الفرد المناعية للورم الخبيث. تسود هذه الاضطرابات في الجسم عندما تبدأ الخلايا التائية (المعروفة أيضًا باسم خلايا الدم البيضاء) بإلحاق الضرر بالخلايا المألوفة في الجهاز العصبي المركزي بدلاً من الخلايا السرطانية، ما يؤدي إلى تحلل الخلايا العصبية في المخيخ. تشمل العلامات والأعراض الأخرى التي تنجم عن توغل الاضطرابات المصاحبة للورم داخل الجسم ضعف القدرة على كل من: التحدث، والمشي، والنوم، والحفاظ على التوازن وتنسيق نشاط العضلات، بالإضافة إلى وجود نوبات الصرع والهلوسة. تنتشر الاضطرابات المصاحبة للورم بين الأفراد في منتصف العمر، وترتبط هذه الاضطرابات عادةً بسرطان الرئة أو اللمفوما أو سرطان المبيض أو سرطان الثدي.

### نقص التغذية
ينتج نقص التغذية من استهلاك كميات غير كافية من الجزيئات المغذية الكبيرة والجزيئات المغذية الدقيقة. تنتشر حالات نقص التغذية بين الرضع والمسنين والفقراء والأفراد الذين يعانون من اضطرابات الأكل. تعاطي الكحول المزمن هو مصطلح يستخدم لتشخيص الفرد الذي يستهلك الكحول بكميات زائدة في كثير من الأحيان، وبالتالي يعتمد جسمه على المادة المسكرة. تشير الدراسات إلى أن الرجال من كل فئة عمرية يستهلكون الكحول أكثر من النساء، إذ يكون معدل انتشاره أعلى في بعض مناطق العالم عن مناطق أخرى، مثل أوروبا الغربية وأستراليا. يعتبر كل من نقص التغذية وإدمان الكحول المزمن ظروفًا غير موروثة تؤدي إلى ضعف امتصاص أو استخدام فيتامين ثيامين (B-1) من قِبل الجسم، ما يسبب تلفًا مؤقتًا أو دائمًا للخلايا المخيخية. التحلل الكحولي للخلايا المخيخية هو السبب الأكثر شيوعًا في الرنح النخاعي المخيخي.